# Вернер фон Бломберг
Вернер Едуард Фриц фон Бломберг (Старгард Шчећињски, 2. септембар 1878 — Нирнберг, 14. марта 1946) је био фелдмаршал и министар рата (1933–1938) за време нацистичке владавине Немачком. Имао је изграђену војну каријеру још и пре доласка нациста на власт. Био је један од Хитлерових најоданијих официра, док није изненада отпуштен из службе.

## Биографија
Бломберг је рођен у Старгарду 1878. године, и са 19 година се прикључио Немачкој војсци. Служио је као потпоручник у 73. Фусиљерској регименти, а обучавао се на војној академији у периоду између 1904. године и 1907. године. Од 1908. године послат је на службу у генералштаб. На почетку Првог светског рата, Бломбер је био штабни официр у 19. резервној дивизији. Служио је на Западном фронту, где је одликован орденом за заслуге, и до краја рата напредовао је до чина мајора. Током Првог светског рата, оба Бломбергова брата су погинула у борбама.
Након рата, остао је у бројчано смањеном Рајхсверу. Унапређен је у чин потпуковника 1920. и постављен на место начелника штаба Деберицке бригаде. Четири године касније, генерал Ханс фон Сект поставио га је на место начелника армијског тренинг центра. Године 1927. унапређен је у чин генерал-лајтнанта и пребачен је на место начелника трупне канцеларије. Током службовања на овој позицији, ушао је у сукоб са Куртом фон Шлајхером, и 1929. године је послат у Источну Пруску да служби под командом Валтера фон Рајхенауа.
Бломберг је 1932. године предводио Немачку делегацију на Женевској конференцији о разоружању, а годину дана касније, Хитлер га је поставио на позицију министра одбране и команданта Немачке војске. Бломбергова идеја је била да сваки војник положи заклетву, обавезујући се на верност Хитлеру. Бломберг је први официр који је за време Хитлерове власти стигао до чина фелдмаршала, и то 1936. године.
Бломберг је оправдао покољ у Ноћи дугих ножева тиме што је веровао да се тиме завео ред у Ремове СА јединице, које су претиле да постану моћније од саме Немачке војске. Херман Геринг и Хајнрих Химлер су у Бломбергу видели претњу, јер је он имао велико Хитлерово поверење, и хтели су да направе план којим би Блоберга осрамотили у Хитлеровим очима. Прилика им се пружила када су открили да Бломбергова нова жена има полицијски досије у ком се види да је привођења због позирања за порнографске порнографије, као и да је виђана у борделима. Геринг је о томе обавестио Хитлера, и он је од Бломберга захтевао да поништи тај брак, да би избегао политички скандал. Бломберг је то одбио, и Хитлер га је отпустио из службе, и обећао му да ће га позвати да се врати у случају да то буде потребно. Касније се испоставило да је то обећање било јалово, јер Бломберг није позван након почетка рата у Европи.
Бломберг је сазнао да Геринг планира да јавно изнесе информације које је имао о његовој жени, и због тога је одлучио да поднесе оставку на све функције у јануару 1938. године. Након тога је отишао на медени месец на острво Капри. Овај скандал је омогућио Хитлеру да преузме директну контролу над војском.
Након рата, Бломберг је ухапшен од стране Савезника, и на Нирнбершком процесу је сведочио и изнео доказе против нациста. Бломберг је умро у притвору 14. марта 1946. године.